# Dreiecksteich
Der Dreiecksteich (auch Ricklinger Dreieckteich) ist ein Baggersee im südlichen Stadtgebiet von Hannover, Niedersachsen. Das zu- und abflusslose Gewässer gehört zur Gruppe der Ricklinger Kiesteiche im Überschwemmungsgebiet der Leine.
Der Dreiecksteich ist als Badesee freigegeben und wird im Sommer von vielen Badegästen besucht. Die Badewasserqualität wird überwacht, eine Badeaufsicht ist jedoch nicht vorhanden. Die Badestelle liegt im südlichen Bereich des Sees. Unmittelbar südlich des Badegewässers verläuft der Südschnellweg, von dem der See durch einen Baumbestand abgetrennt ist. Sanitäre Anlagen und ein Imbiss befinden sich am westlichen Ufer des Dreiecksteichs.
Der See wird vom Fischereiverein Hannover als Angelgewässer genutzt. 2009 wurden aus dem See Aal, Barsch, Hecht, Karpfen, Rotauge, Schleie und Zander gemeldet.